# Martin Garrix
Martijn Gerard Garritsen (sinh ngày 14 tháng 5 năm 1996), hay còn được biết đến với nghệ danh là Martin Garrix (cách điệu Mar+in Garri×) hoặc Ytram và GRX, là nam một DJ, nhạc sĩ, kiêm nhà sản xuất người Hà Lan. Anh đứng thứ nhất trong danh sách 100 DJ hàng đầu của tạp chí DJ Mag năm 2016, 2017, 2018, 2022, 2024 và cũng là người trẻ tuổi nhất từng được trao danh hiệu này. Năm 2016, anh sáng lập nhãn đĩa STMPD RCRDS sau khi rời Spinnin' Records do tranh chấp bản quyền, trước khi ký kết với Sony Music. Năm 2017, anh được công nhận là DJ thường trú tại Hï Ibiza. Năm 2018, anh được mời biểu diễn tại Thế vận hội Mùa đông 2018, diễn ra tại Pyeongchang, Hàn Quốc. Năm 2019, anh được mời làm nghệ sĩ chính thức của UEFA Euro 2020.

## Thời niên thiếu
Martin Garrix sinh ngày 14 tháng 5 năm 1996 tại Amstelveen, Hà Lan, là con đầu của Gerard và Karin Garritsen. Anh có một người em gái tên là Laura
. Anh thể hiện niềm đam mê với âm nhạc từ nhỏ và bắt đầu học chơi guitar năm 8 tuổi. Năm 2004, anh đã có ước muốn trở thành một DJ sau khi được xem DJ người Hà Lan Tiësto biểu diễn tại kỳ Olympic ở Athens, Hy Lạp.  Anh lấy cảm hứng từ bài "Traffic" sử dụng phần mềm chuyên nghiệp FL Studio và bắt đầu sáng tác từ năm 2012. Vào năm 2013, anh tốt nghiệp Học viện Herman Brood, một trường dạy producer ở Utrecht. Garrix viết bài cho các nghệ sĩ khác, nhưng chỉ có một số ít bài hát trong 50 bài hát của anh được phát hành chính thức. Trong một cuộc phỏng vấn khi được hỏi về tầng lớp xã hội của mình, Garrix cho biết anh thuộc tầng lớp trung lưu. Anh cũng nói rằng người định hướng cho giấc mơ của mình chính là Calvin Harris.

## Sự nghiệp

### 2012–2014: Hợp đồng với Spinnin' Records, "Animals" vàGold Skies

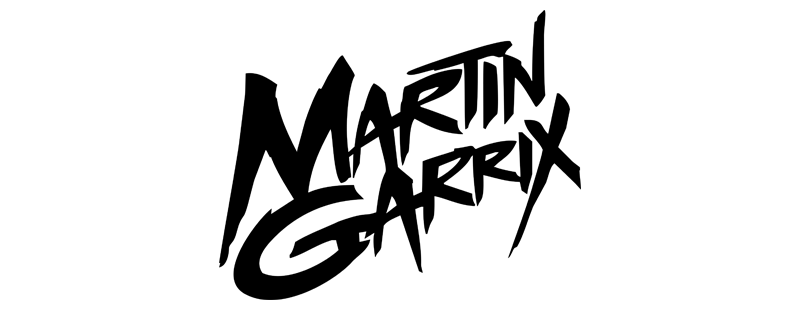
Logo của Martin Garrix 2012–2015

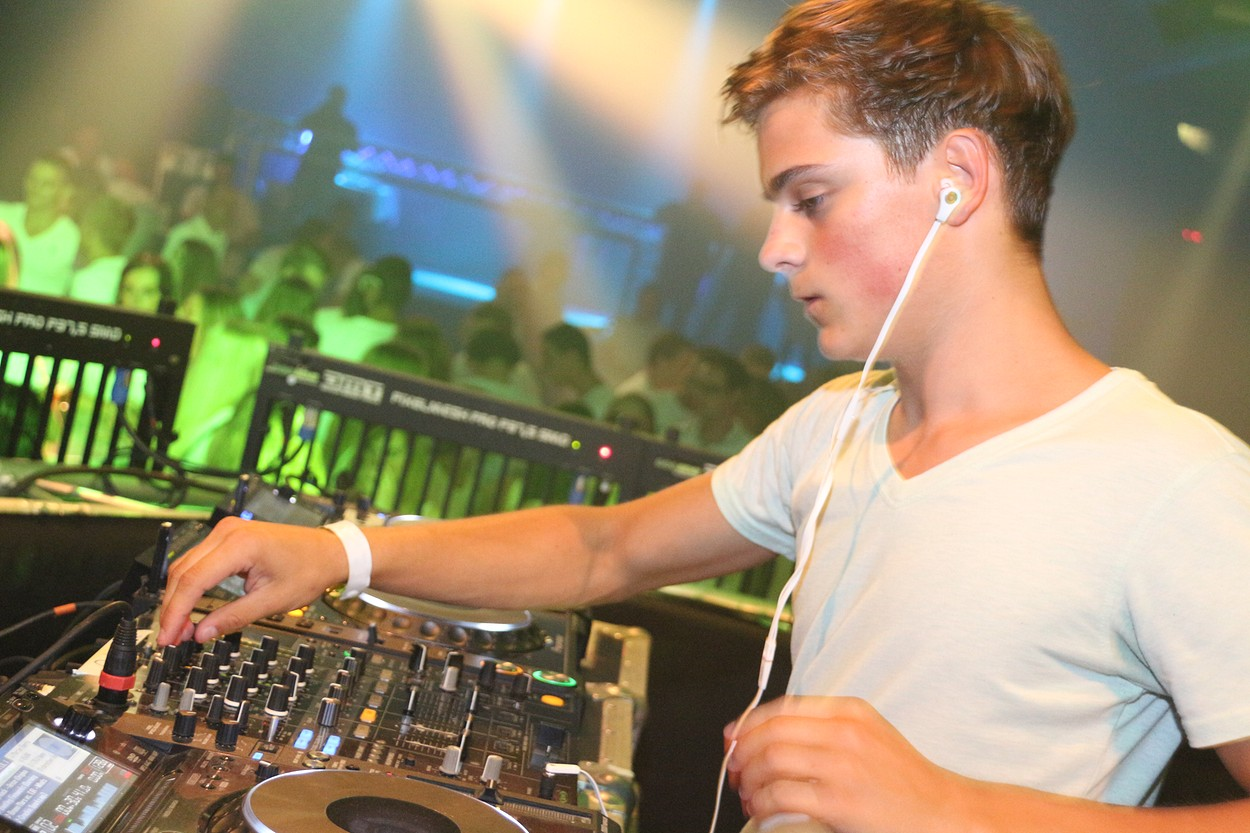
Martin Garrix ở Midsummer White Festival 2013

Garrix khởi đầu bằng "BFAM" (với Julian Jordan) và "Just Some Loops", một sự hợp tác với TV Noise xuất hiện trong album Loop Masters Essential, Volume 2. Cũng trong năm 2012, anh đã đạt giải thưởng SLAM! FM 'DJ xuất sắc của năm'. Anh ký hợp đồng với Spinnin' Records và phát hành "Error 404".
Năm 2013, Garrix đồng phát hành "Torrent" cùng Sidney Samson trên hãng thu âm Musical Freedom của Tiësto. Anh bắt đầu trở nên nổi tiếng khi phát hành bài "Animals" vào ngày 16 tháng 6 trên Spinnin' Records, trở thành hit trong nhiều bảng xếp hạng châu Âu, đồng thời trở thành người trẻ tuổi nhất đạt vị trí số 1 trên Beatport. Bản thu cũng xuất hiện trong album Hardwell presents 'Revealed Volume 4' của Hardwell. Ngày 30 tháng 9, Garrix phát hành bản remix "Project T" của Sander Van Doorn và Dimitri Vegas & Like Mike, nhanh chóng đứng nhất trên Beatport. Anh lần đầu xuất hiện trên danh sách top 100 DJs của DJ Mag vào năm 2013, đạt hạng 40. Năm 2014, anh đã leo lên tới hạng 4.
Tháng 11 năm 2013, Garrix ký một thỏa thuận với Scooter Braun's Scooter Braun Projects (sau này là School Boy Records). Đến tháng 12, anh cho ra "Wizard" cùng Jay Hardway, bài hát đã xếp hạng 6 ở Bỉ và hạng 16 trên Billboard. Một track hợp tác với Firebeatz, "Helicopter", đứng nhất trên bảng xếp hạng Beatport Top 100 trong vòng 2 tuần. Anh biểu diễn tại Ultra Music Festival 2014 và nhá hàng một số bài hát mới chưa được phát hành, gồm những bài hợp tác với Dillon Francis, Hardwell và Afrojack.
Năm 2014, Garrix phát hành "Proxy" (tải về miễn phí), "Virus (How About Now)" (hợp tác cùng MOTi), cũng như "Turn Up the Speakers" (hợp tác cùng Afrojack) trong cùng năm.

### 2015: Dự án hợp tác và việc kết thúc hợp đồng với Spinnin' Records

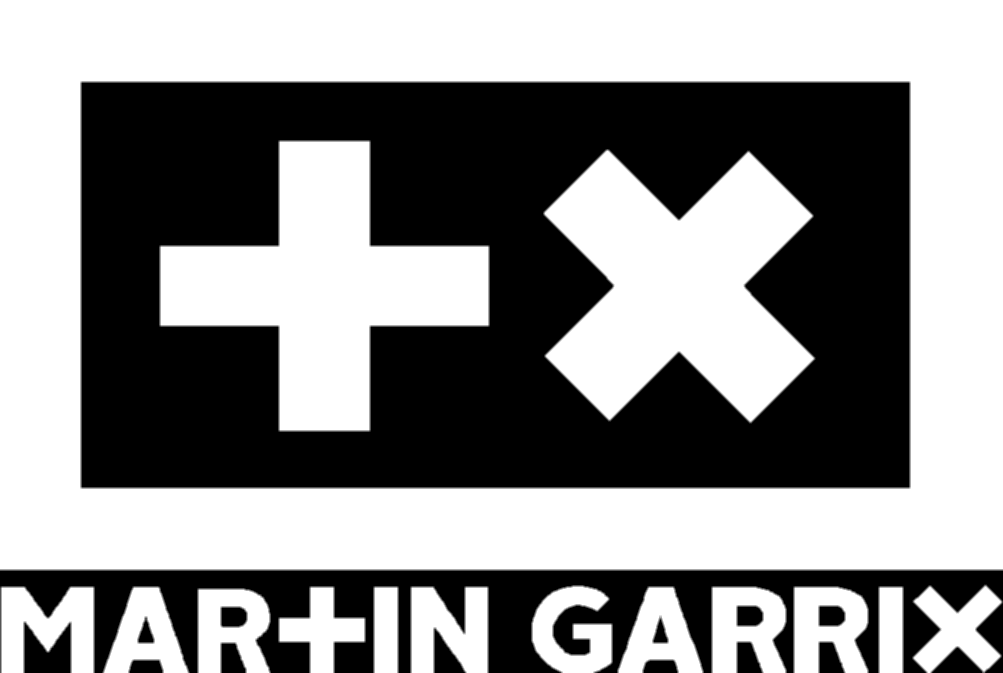
Logo "+×" của Garrix từ 2015

Ngày 6 tháng 2 năm 2015, Garrix phát hành ca khúc "Forbidden Voices" như một món quà cho người hâm mộ vì 10 triệu lượt thích trên trang Facebook của mình.
Ngày 17 tháng 3 năm 2015, Garrix ra mắt đĩa đơn "Don't Look Down" với sự góp giọng của Usher. Ca khúc được viết bởi Garrix, James 'JHart' Abrahart và Busbee. Anh cũng làm việc cùng ca sĩ người Anh Ed Sheeran và cho biểu diễn bài "Rewind Repeat It" tại Ultra Music Festival ở Miami vào tháng 3.
Ngày 4 tháng 5 năm 2015, Garrix phát hành một ca khúc với Tiësto được gọi là "The Only Way Is Up". Ngày 22 tháng 5 năm 2015, Avicii phát hành một video lời của bài hát "Waiting for Love" được đồng sản xuất bởi Garrix. Ngày 6 tháng 7 năm 2015, Garrix hợp tác với Matisse & Sadko phát hành đĩa đôi "Break Through The Silence" gồm hai bài hát "Break Through the Silence" và "Dragon". Ngày 21 tháng 10, anh ra mắt đĩa đơn "Poison". Ngày 31 tháng 12, Garrix hợp tác cùng Justin Mylo và Mesto phát hành ca khúc cuối của năm "Bouncybob".
Ngày 26 tháng 8 năm 2015, Garrix ra một thông báo trên phương tiện truyền thông xã hội liên quan đến tin đồn anh đã chấm dứt thỏa thuận của mình với hãng đĩa Spinnin' Records và công ty quản lý MusicAllStars Management, trong đó anh khẳng định mình không còn làm việc với hai công ty. Nguyên nhân được trích dẫn do một "... sự khác biệt về quan điểm giữa chúng tôi về tính hợp lý của các hiệp định." về quyền bản quyền âm nhạc của Garrix. Có bài báo viết rằng "Từ đầu năm nay, tôi đã cố gắng để lấy lại quyền sở hữu của âm nhạc của tôi từ Spinnin' Records và giữ niềm tin của tôi trong MAS. Tôi vô cùng thất vọng rằng các cuộc thảo luận đã không dẫn đến một sự thay đổi trong các hiệp định hoặc trả lại  quyền sở hữu, và đó là lý do tại sao tôi rời bỏ công ty của họ."

### 2016: Thành lập Stmpd Rcrds, hợp đồng với Sony, phim tài liệu và giải thưởng

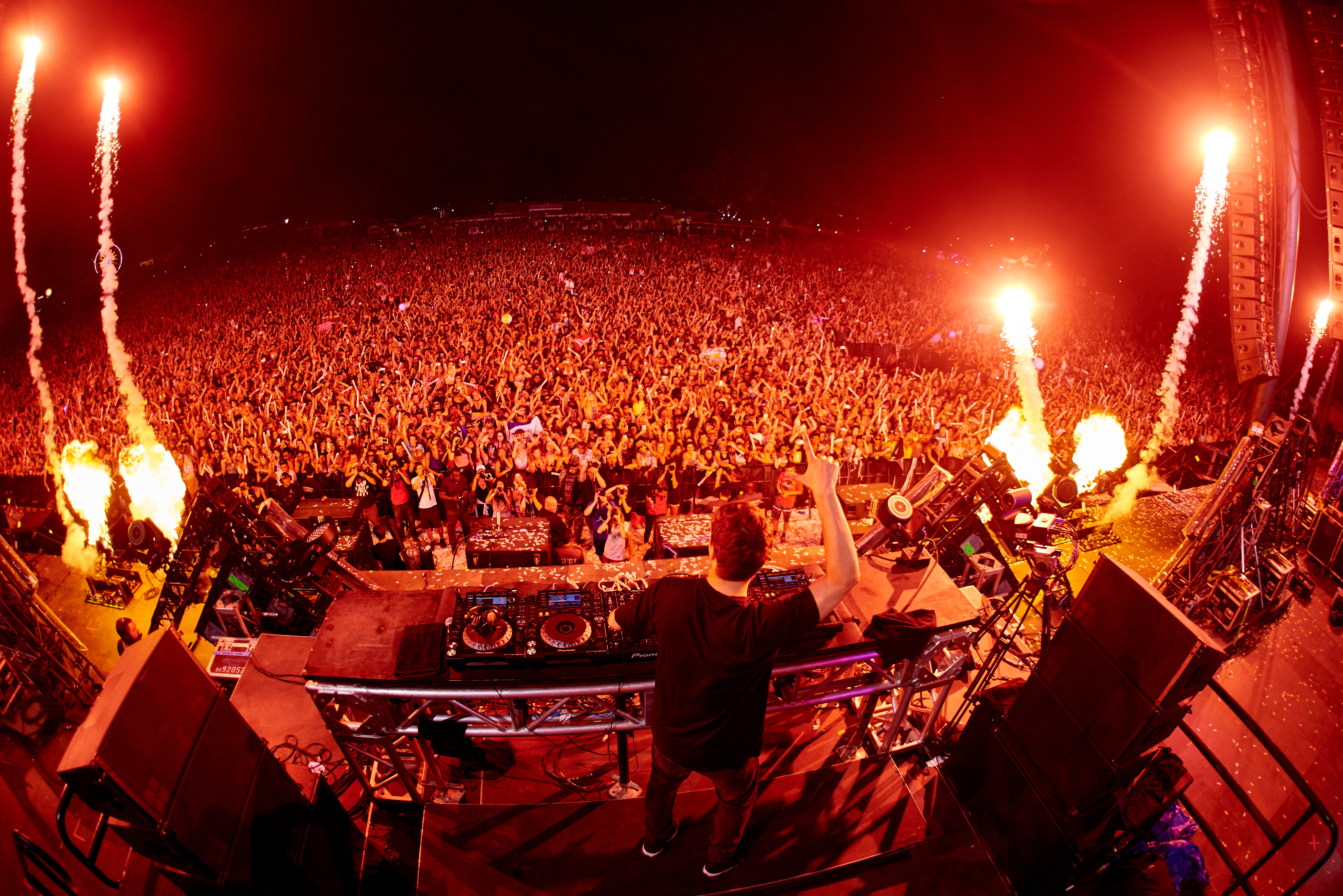
Martin Garrix biểu diễn trực tiếp ở VELD Music Festival, 2016

Martin Garrix đã thành lập hãng thu âm của mình mang tên Stmpd Rcrds vào đầu năm 2016, bày tỏ tham vọng đây sẽ là bệ phóng cho các nghệ sĩ thuộc nhiều thể loại nhạc khác nhau.
Ngày 11 tháng 3, Martin Garrix phát hành đĩa đơn đầu tiên qua Stmpd Rcrds "Now That I've Found You" cùng John Martin và Michel Ziron. Ngày 26 tháng 5, anh cho ra đĩa đơn thứ hai "Lions in the Wild" cùng cặp đôi DJ người Anh Third Party. Ngày 27 tháng 5, Garrix cho ra mắt đĩa đơn "Oops" là ca khúc chính thức của Hội chợ Giải trí Điện tử 2016.
Ngày 26 tháng 7, Martin Garrix được tuyên bố ký hợp đồng với Sony Music Internatinal. Anh nói rằng: "Tư duy trong việc tiếp cận của họ đối với hình thức phát hành trực tuyến và có các nghệ sĩ tài năng kết hợp với sự đam mê cùng sự hiểu biết của họ đối với tầm nhìn của tôi về các dự định về âm nhạc phía trước đã khiến điều này trở nên không có gì phải bàn cãi."
Ngày 29 tháng 7, Martin cho ra mắt "In the Name of Love" với sự góp giọng của ca sĩ Bebe Rexha.
Ngày 14 tháng 11, Martin Garrix thông báo trên mạng xã hội rằng anh sẽ phát hành đến bảy ca khúc trong khoảng thời gian bảy ngày. Một trong số những ca khúc này đã được trình làng khi anh biểu diễn tại Ultra Music Festival và Tomorrowland Bỉ.
Ngày 19 tháng 10 năm 2016, Martin Garrix được tạp chí DJ Mag bình chọn là DJ số 1 thế giới năm 2016 ở tuổi 20, qua đó trở thành DJ trẻ nhất đạt được vị trí này.

### 2017: Lưu trú, làm người mẫu, thắng về pháp lý và dự án hợp tác

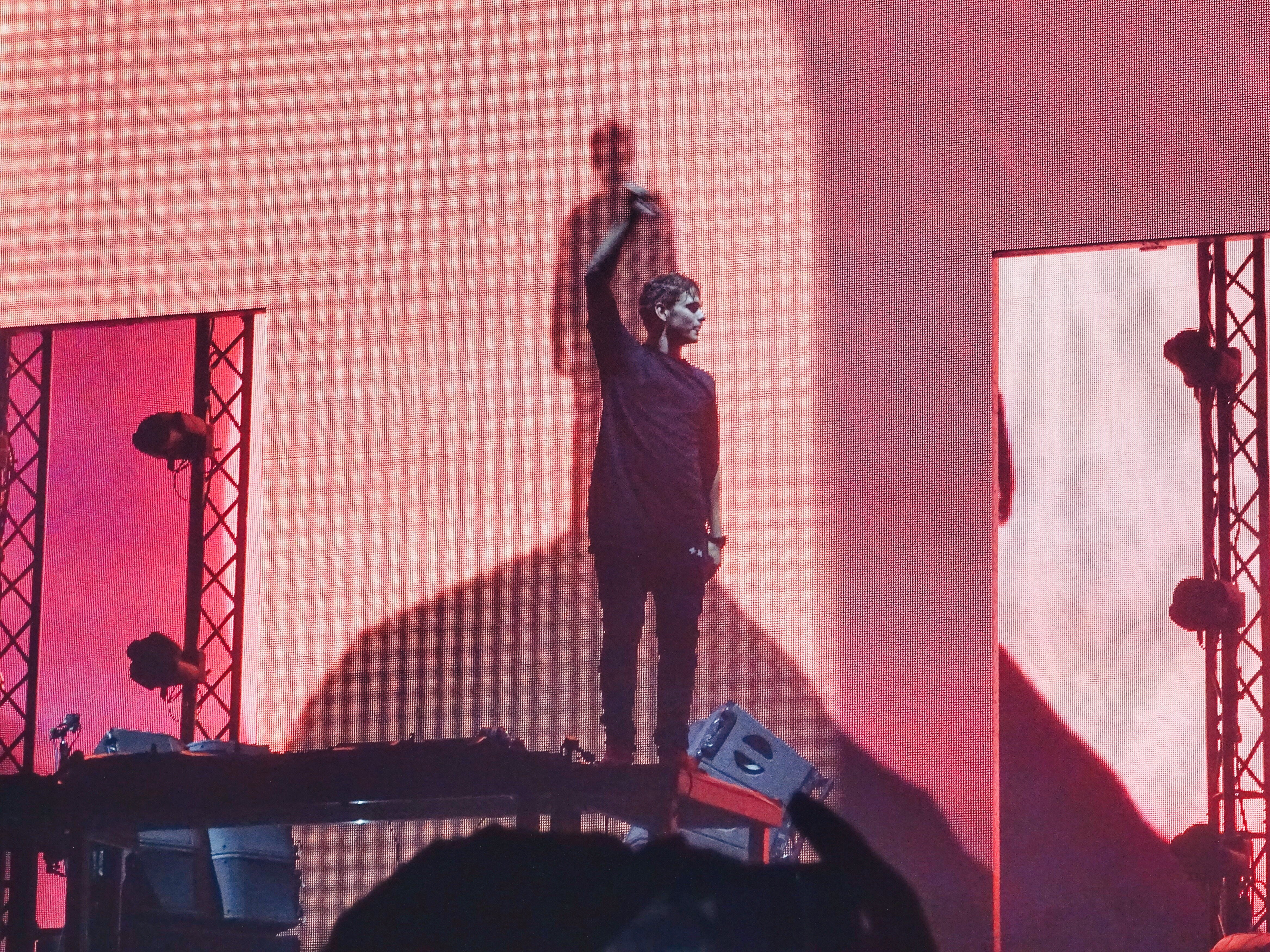
Martin Garrix ở World Club Dome Winter Edition 2017

Garrix thông báo rằng anh ấy sẽ tham gia ủng hộ ca sĩ Justin Bieber trong Purpose World Tour của anh ấy ở Úc, bắt đầu vào tháng 3.
Vào ngày 27 tháng 1, Martin cho ra ca khúc "Scared to Be Lonely" hợp tác với ca sĩ người Anh Dua Lipa. Anh đã biểu diễn bài hát cùng Lipa trong chương trình The Tonight Show Starring Jimmy Fallon trong tháng 3 trước khi phát hành 12 bản remix của bài.
Anh được công bố là sẽ DJ lưu trú tại Hï Ibiza, trước đây gọi là Space Ibiza, một câu lạc bộ nhạc khiêu vũ nổi tiếng thuộc sở hữu của Ushuaïa Entertainment. Trước đây anh cũng từng cư dân DJ tại "Hï Ibiza's sister venue" tại Ushuaïa Ibiza Beach Hotel vào năm 2016.
Vào ngày 7 tháng 4, anh hợp tác với Brooks, cho ra ca khúc "Byte". Bài hát trước đây đã được ra mắt bởi Garrix trong Đại nhạc hội Ultra Music Festival diễn ra tại Miami vào năm 2017.
Vào ngày 14 tháng 4 năm 2017, Garrix đã hợp tác sáng tác với Troye Sivan, người sau này tham gia biểu diễn tại Liên hoan Âm nhạc và Nghệ thuật Coachella Valley của Câu lạc bộ Empire Polo ở Indio, California. Tiêu đề bài hát là "There For You" theo như được Sivan công bố trên Twitter. Sivan cho biết trên tài khoản Twitter của mình rằng bài hát sẽ được phát hành chính thức – "Tôi yêu các bạn và không thể chờ đợi để các bạn có bài hát này trong điện thoại."

### 2018: Bế mạc Thế vận hội mùa đông, thêm dự án hợp tác và Bylaw

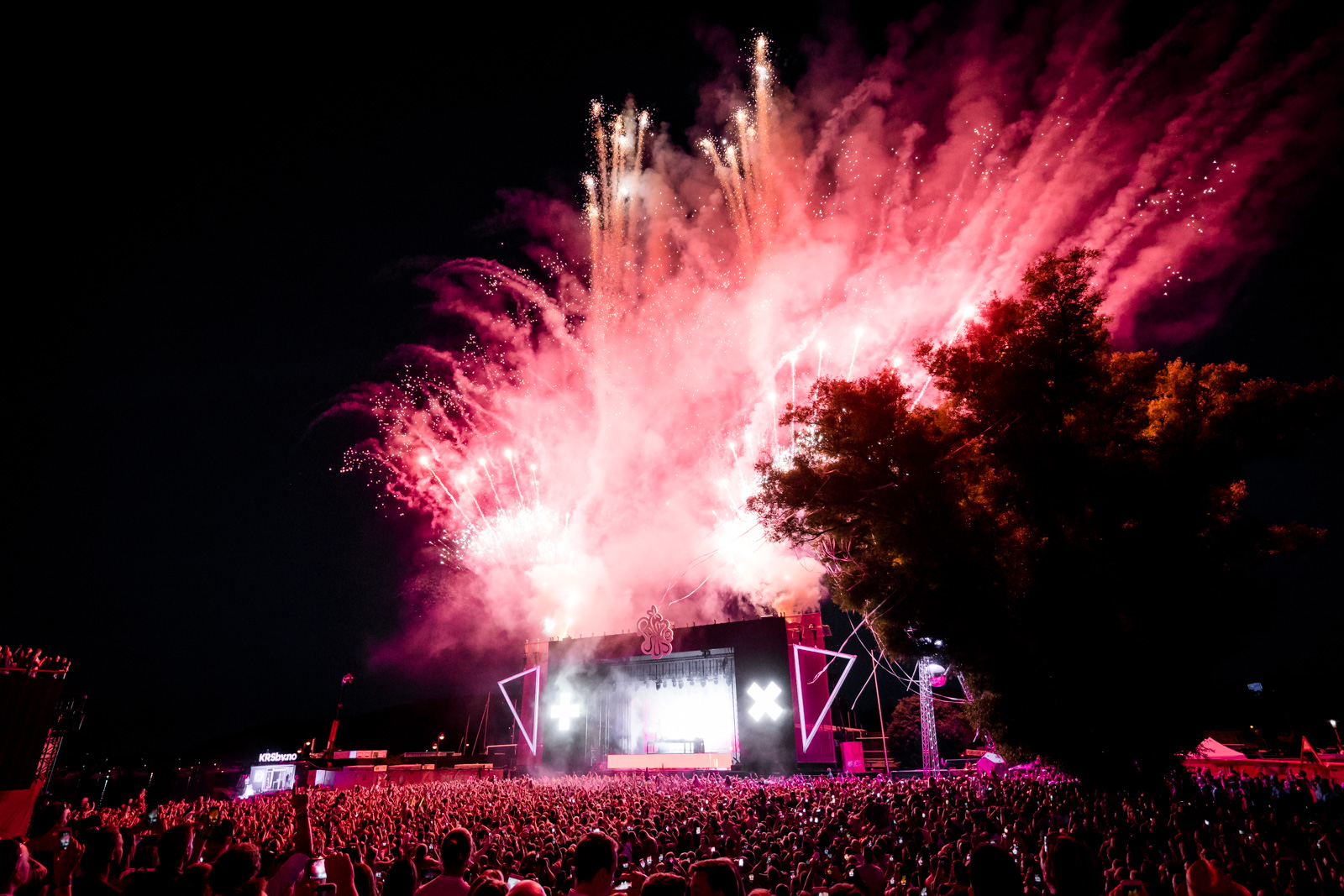
Martin Garrix ở Palmesus 2018, ánh đèn sân khấu chiếu biểu tượng "+×" đặc trưng của anh.

### 2020–2021: Dự án hợp tác và tạm dừng lưu diễn
Cuối năm 2019, Martin Garrix đã công bố chính thức mình là nghệ sĩ sẽ góp mặt vào ca khúc chính thức của UEFA Euro 2020 ở buổi biểu diễn The Ether. Sau đó, đoạn mẫu của bài hát cũng được phát trong video giới thiệu tư cách của anh ở Euro 2020.
Đoạn mẫu của bài hát cũng đã đựoc sử dụng cho đoạn intro chính thức của Euro 2020 được chiếu trên kênh YouTube của UEFA và các đài truyền hình.
Theo dự kiến, bài hát sẽ được ra mắt vào mùa hè năm 2020 nhưng do đại dịch Covid-19 khiến Liên đoàn bóng đá châu Âu (UEFA) đã phải dời lịch tổ chức và thời gian ra mắt của bài hát vì thế cũng đã bị ảnh hưởng.
Vào ngày 14 tháng 5 năm 2021, bài hát "We Are The People" cũng đã được ra mắt cùng với Bono và The Edge (nhóm nhạc rock U2).

## Từ thiện

### Năm 2016: Fuck Cancer và Magic Bus
Vào tháng 5 năm 2016, Garrix đã tổ chức một sự kiện từ thiện ở Los Angeles với toàn bộ số tiền thu được từ tổ chức phi lợi nhuận Fuck Cancer, nhằm phát hiện sớm, phòng ngừa và hỗ trợ những người bị ung thư.
Vào tháng 11 năm 2016, Garrix bắt đầu chuyến lưu diễn tại Ấn Độ của mình với một chương trình từ thiện đặc biệt ở Mumbai với hơn 40.000 người tham dự, được tổ chức tại Trường đua ngựa Mahalaxmi. Mục đích của sự kiện từ thiện là để phát triển giáo dục cho trẻ em Ấn Độ. Toàn bộ số tiền thu được từ chương trình được tặng cho "Magic Bus", tổ chức sẽ hỗ trợ giáo dục cho 10.000 trẻ em trên cả nước.

### Năm 2017: Làng trẻ em SOS
Ngày 24 tháng 2 năm 2017, Garrix được công bố là "người bạn quốc tế" của Làng trẻ em SOS ở Nam Phi, một tổ chức phi lợi nhuận "xây dựng dành cho trẻ em mồ côi, bị bỏ rơi và dễ bị tổn thương trên toàn thế giới". Trả lời phỏng vấn với Billboard, anh nói "Thật khủng khiếp khi có rất nhiều trẻ em trên khắp thế giới không có sự hỗ trợ chăm sóc của gia đình".

## Đến Việt Nam
Martin Garrix được VinaPhone tài trợ đã được tổ chức tại Khu đô thị Ecopark Hà Nội vào ngày 18 tháng 9 năm 2016 quy tụ hơn 10000 khán giả. Sân khấu diễn của anh rộng hơn 100 mét vuông với nhiều loại đèn tối tân được trang bị và hệ thống hiệu ứng pháo hoa hiếm có ở Việt Nam nâng tầm trải nghiệm cho người xem. Vào ngày 4 tháng 5 năm 2018, anh xuất hiện trong sự kiện đường đua F1 tại thành phố Hồ Chí Minh cùng với tay đua số 1 thế giới - David Courthard, được Heineken tổ chức tại Khu Đô thị Sala, quận 2, thành phố Hồ Chí Minh.

## Danh sách đĩa nhạc

### Album phòng thu
- Sentio (2022)

### Đĩa mở rộng
- Gold Skies (2014)
- Break Through the Silence (2015, với Matisse & Sadko)
- Seven (2016)
- Bylaw (2018)
- IDEM (2024)

### Album tổng hợp
- The Martin Garrix Collection (2017)
- The Martin Garrix Collection (Deluxe) (2018)
- The Martin Garrix Experience (2019)

## Đóng phim
| Tựa đề          | Năm  | Vai        | Đạo diễn       | Ghi chú                        |
| --------------- | ---- | ---------- | -------------- | ------------------------------ |
| NCIS: Ibiza     | 2015 | Chính mình | Mark Bernstein | Phim hài ngắn bởi Funny or Die |
| The Ride        | 2016 | Chính mình |                | Phim tài liệu bởi MTV          |
| What We Started | 2017 | Chính mình | Bert Marcus    | Phim tài liệu                  |